# Gunbarrel
Gunbarrel è un centro abitato (census-designated place) degli Stati Uniti d'America, situato nella contea di Boulder dello stato del Colorado. Nel censimento del 2000 la popolazione era di 9.435 abitanti.

## Geografia fisica
Secondo i rilevamenti dell'United States Census Bureau, Gunbarrel si estende su una superficie di 16,7 km².